# Stactobia naili
Stactobia naili is een schietmot uit de familie Hydroptilidae. De soort komt voor in het Oriëntaals gebied.